# Naturschutzgebiet Bleikuhlen

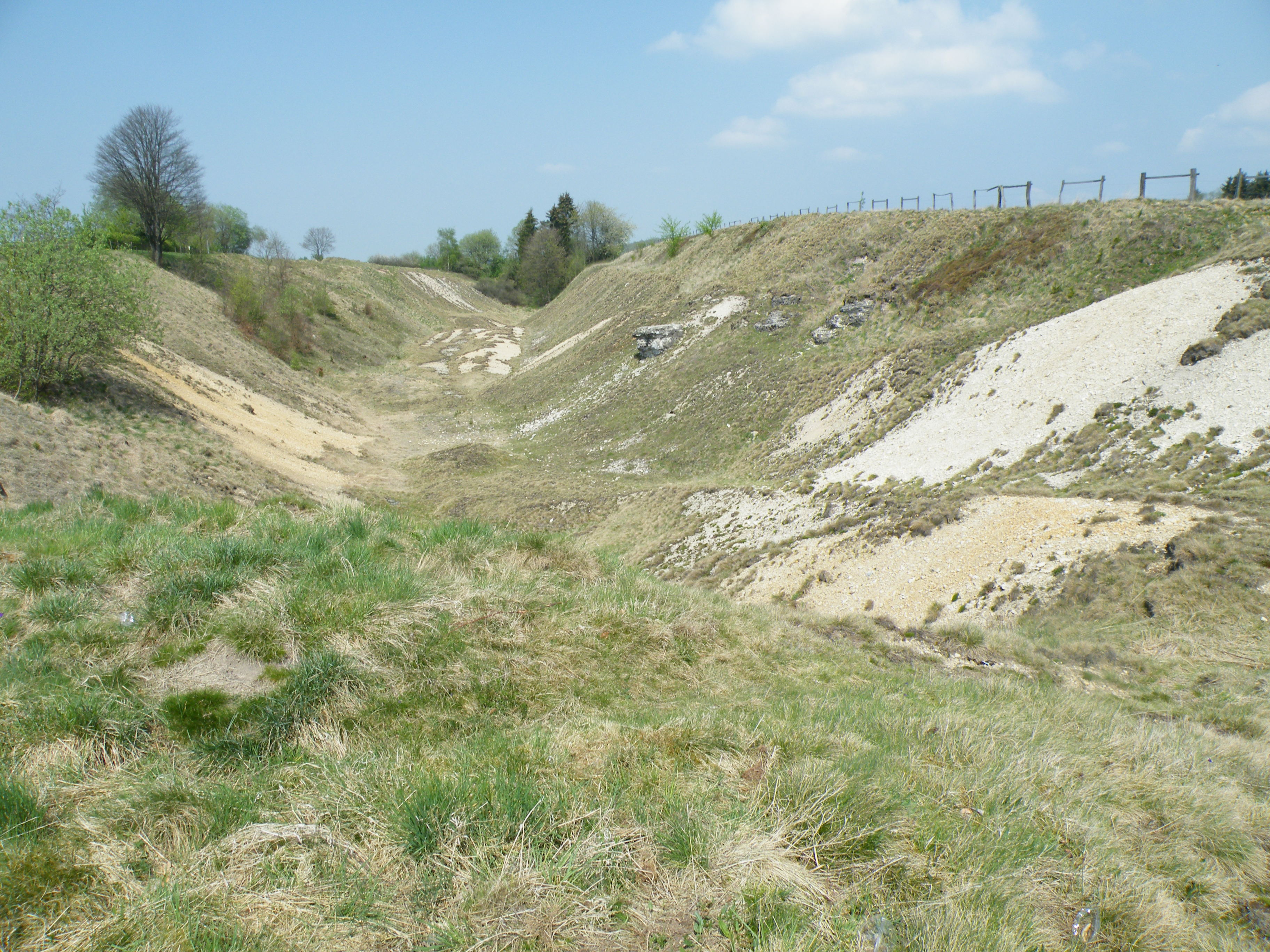
Blick von Süden in die Bleikuhlen

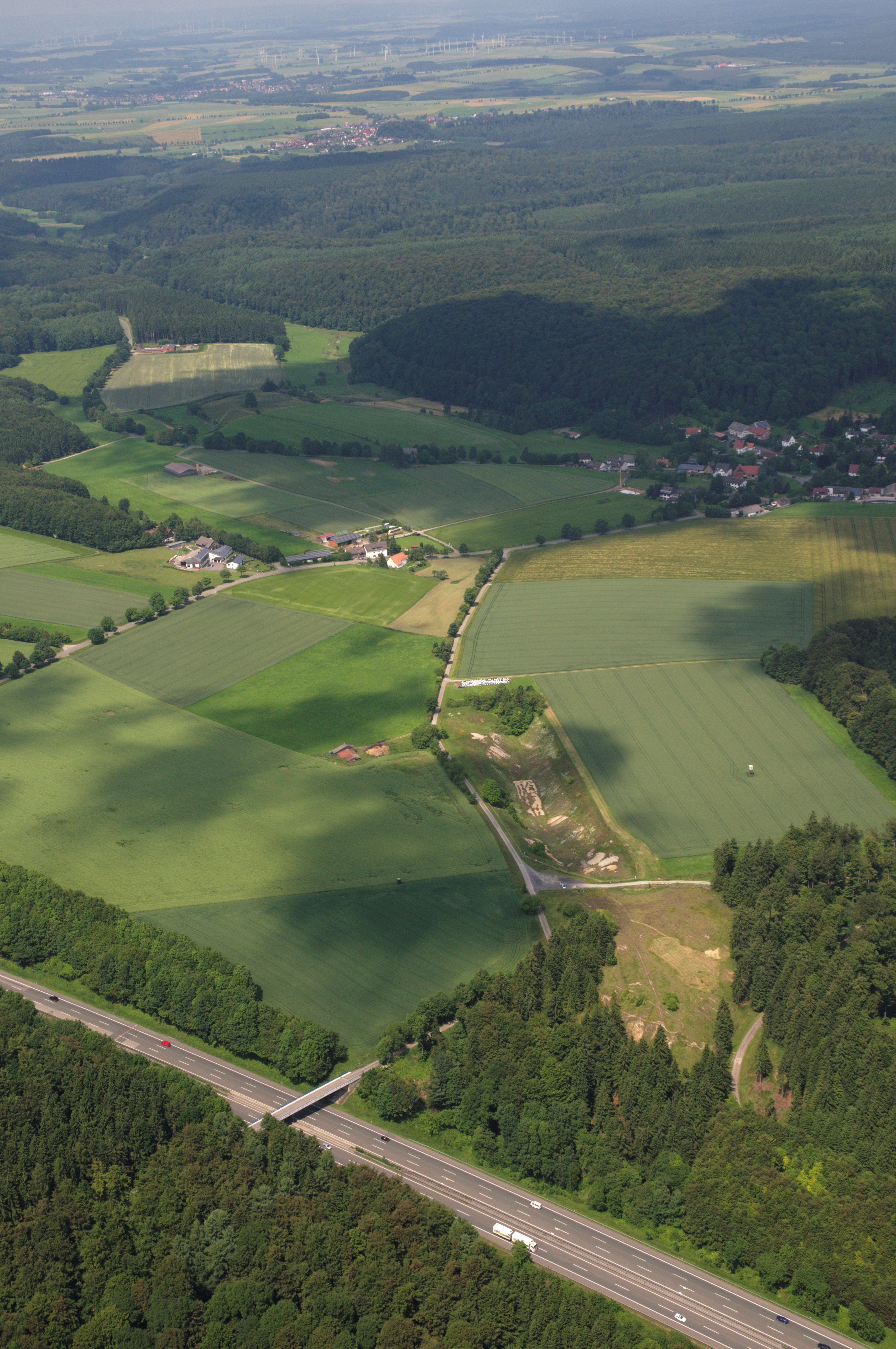
Erztagebaugebiet auf einem Luftbild

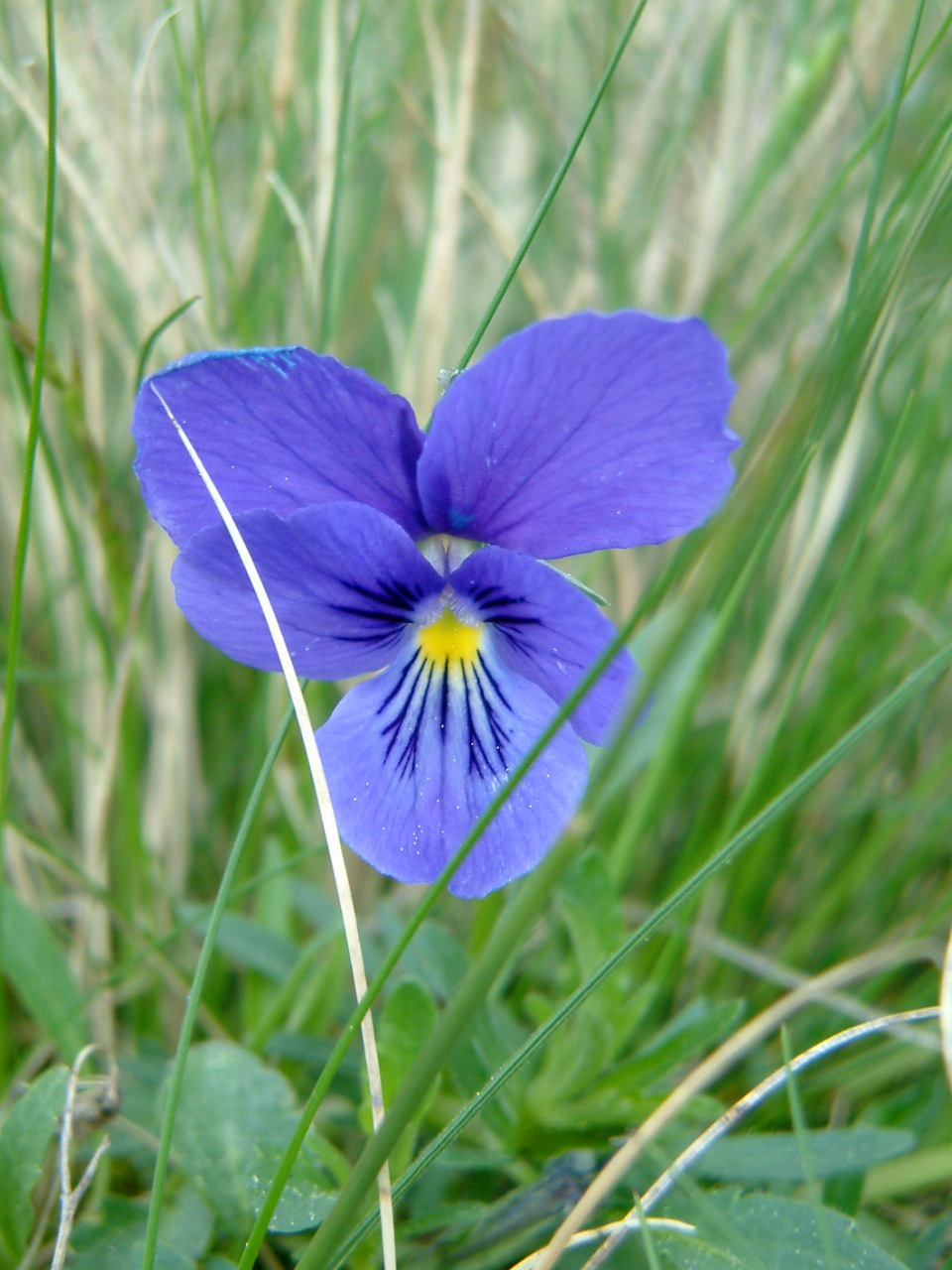
Violettes Galmei-Stiefmütterchen

Das Naturschutzgebiet Bleikuhlen mit einer Größe von 1,83 ha liegt südlich von Blankenrode im Stadtgebiet von Lichtenau im Kreis Paderborn. Es wurde 2014 als Naturschutzgebiet mit dem Landschaftsplan Lichtenau ausgewiesen. Die Fläche wurde bereits 1969 vom Regierungsbezirk Detmold als NSG ausgewiesen. 1969 erfolgte die Ausweisung aber als Teilfläche vom Naturschutzgebiet Bleikuhlen und Wäschebachtal. Der Rest des Naturschutzgebietes Bleikuhlen und Wäschebachtal lag im angrenzenden Stadtgebiet Warburg im Kreis Höxter. Das NSG bildet im Süden die Kreisgrenze zum Kreis Höxter. Das NSG stellt eine Teilfläche im Fauna-Flora-Habitat (FFH) Bleikuhlen und Wäschebachtal (Natura 2000-Nr. DE-4419-303) im Europäischen Schutzgebietssystem nach Natura 2000 dar. Es handelt sich um einen ehemaligen Erztagebau, in dem ab dem 12. Jahrhundert bis 1745 Bleierz abgebaut wurde. In der zweiten Hälfte des 18. Jahrhunderts bis Anfang des 20. Jahrhunderts wurde Galmei abgebaut. Die Fläche des Erztagebaus wird hier in drei verschiedenen Städten und Kreisen geschützt, da hier die Grenzen zusammen stoßen. Die Besonderheit des Naturschutzgebietes ist das Violettes Galmei-Stiefmütterchen (Viola guestphalica).

## Beschreibung
Das NSG erfasst die Gruben des Erztagebaus im Stadtgebiet von Lichtenau. Angrenzend im Kreis Höxter liegt das dortige Naturschutzgebiet Bleikuhlen und Wäschebachtal. Die Halde des Erztagebaus wird im Naturschutzgebiet Bleikuhle im Stadtgebiet Marsberg im Hochsauerlandkreis geschützt. Im NSG befindet sich ein Schwermetallrasen mit dem Violetten Galmei-Stiefmütterchen. Im NSG kommt laut Landschaftsplan der Neuntöter vor.

## Violettes Galmei-Stiefmütterchen
Das Violette Galmei-Stiefmütterchen kommt weltweit ausschließlich an einem Wuchsort im Grenzgebiet der Kreise Paderborn, Höxter und Hochsauerlandkreis vor. Das gesamte Vorkommen befindet sich im FFH-Gebiet Bleikuhlen und Wäschebachtal von 71 ha Größe. Ein Hauptschutzziel des Gebietes ist neben dem Erhalt der vorhandenen Schwermetallrasen die Vernetzung und die Wiederherstellung von Schwermetallrasen auf geeigneten Standorten im Schutzgebiet. Das FFH-Gebiet setzt sich aus Teilen von vier Naturschutzgebieten zusammen. Dabei handelt es sich um das Naturschutzgebiet Bleikuhlen und Wäschebachtal, das Naturschutzgebiet Bleikuhlen, ferner um die beiden 2008 vom Hochsauerlandkreis ausgewiesenen Gebiete Naturschutzgebiet Wäschebach / Tieberg und das Naturschutzgebiet Bleikuhle.
Das Violette Galmei-Stiefmütterchen wächst in offenem, extrem stickstoffarmem und von Natur aus mit Schwermetallen kontaminiertem Grasland auf Trocken- und Halbtrockenrasen an halbschattigen bis sonnigen Plätzen im Schwermetallrasen. Neben der Bleikuhle, dem ehemaligen Tagebau, und der Abraumhalde wächst sie unterhalb der Bleikuhlen in einer mit Schwermetallen belasteten Wiese des Wäschebachtales. Im NSG Wäschebachtal / Tieberg werden die beiden Wiesen mit Vorkommen des Violetten Galmei-Stiefmütterchens jährlich vom Verein für Natur- und Vogelschutz im Hochsauerlandkreis (VNV) gemäht, um eine Verbuschung bzw. Wiederbewaldung und damit ein Verschwinden der Art zu verhindern.